# Calospila martialis
Calospila martialis is een vlindersoort uit de familie van de prachtvlinders (Riodinidae), onderfamilie Riodininae.
Calospila martialis werd in 1865 beschreven door C. & R. Felder.